# رایزن فرهنگی
رایزن فرهنگی یا اتشه فرهنگی (فرانسوی: Attaché culturel‎) یک دیپلمات است که با مسئولیت ترویج و گسترش فرهنگ کشور خود در کشوری که مأمور است تلاش می‌کند. معمولاً این شغل به نویسنده‌ها و هنرمندان اختصاص می‌یابد تا از طریق کسب درآمد ثابت اجازه خلاقیت بیشتری در زمینه ترویج فرهنگ کشور خود داشته باشند.